# Ronny Reich
Ronny Reich, né le 31 mars 1947 à Rehovot, est un archéologue et épigraphiste israélien, spécialiste de la Jérusalem antique. Sa thèse de doctorat, soutenue en 1990 à l'université hébraïque de Jérusalem sur les bains rituels dans la période du Second Temple, s'appuie sur sa contribution aux fouilles menées de 1969 à 1978 dans le quartier juif de la vieille ville de Jérusalem sous la direction de Nahman Avigad (en) a suscité un vif intérêt de la communauté scientifique sur ce sujet précédemment peu étudié. Il travaille pour l'Autorité des antiquités d'Israël de 1978 à 2002, comme directeur de la documentation et archéologue de terrain,. À partir de 1989 il dirige des fouilles dans le quartier de Mamilla à Jérusalem,. En 1995, il commence avec Eli Shukron (en) des fouilles près de la source de Gihon,. En 2004, Reich et Shukron commencent des fouilles au bassin de Siloé,.